# 稻毛站

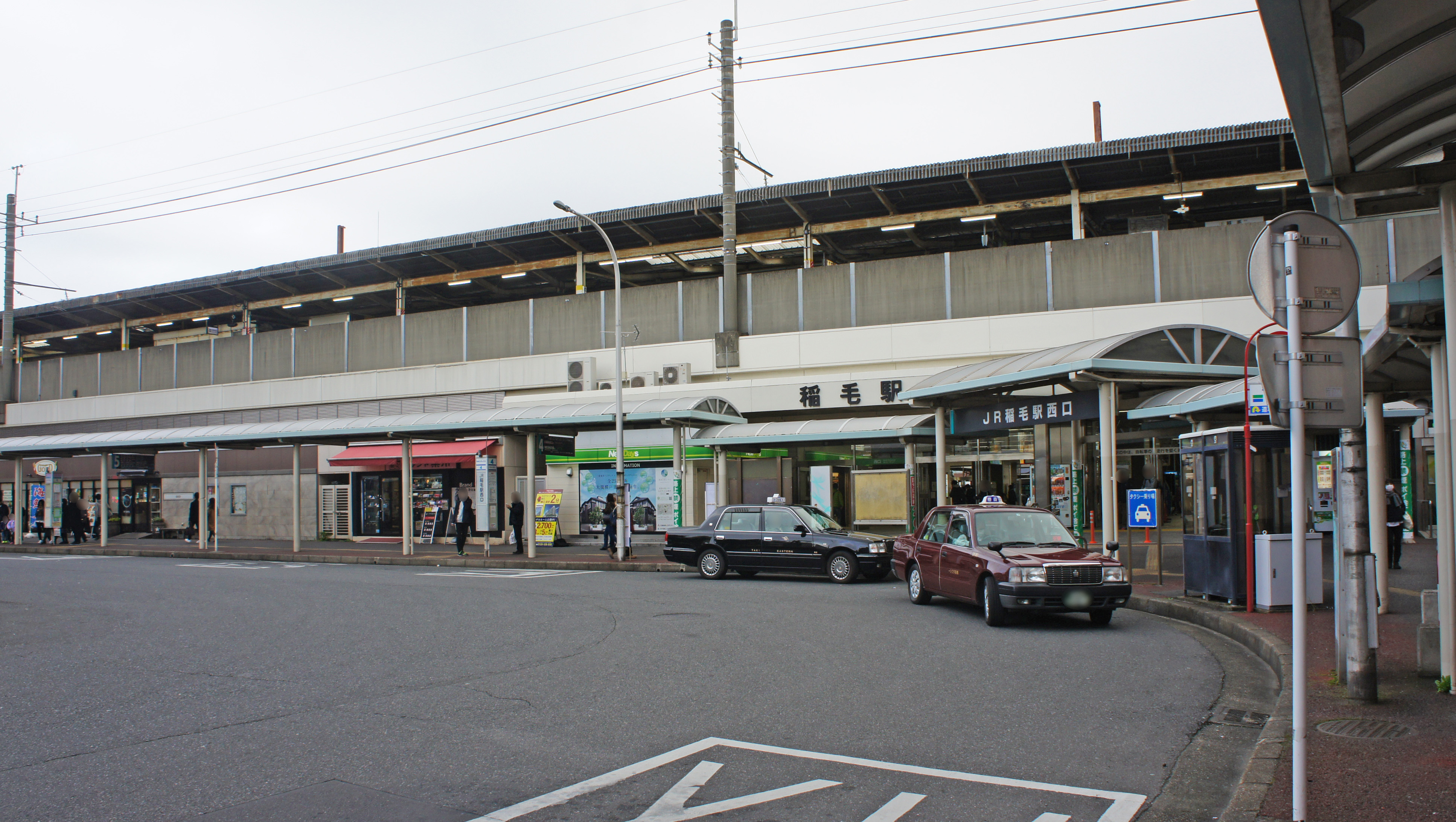
西口（2019年12月）

稻毛站（日语：／ Inage eki */?）是位於日本千葉縣千葉市稻毛區稻毛東三丁目，屬於東日本旅客鐵道（JR東日本）總武本線的鐵路車站。 
此站有行走快速線的總武快速線與行走緩行線的中央·總武線各站停車2個系統交會。

## 車站構造
本站是一個高架車站。月台採島式月台2面4線設計，快速線和緩行線各自使用一座島式月台。站內設有綠色窗口（營業時間：06:00－22:00），Suica自動剪票口和對號座位自動售票機等設備。

### 月台配置
| 月台 | 路線               | 方向 | 目的地                   |
| ---- | ------------------ | ---- | ------------------------ |
| 1    | 總武線（各站停車） | 西行 | 西船橋、秋葉原、新宿方向 |
| 2    | 總武線（各站停車） | 東行 | 千葉方向                 |
| 3    | 總武線（快速）     | 上行 | 船橋、錦糸町、東京方向   |
| 4    | 總武線（快速）     | 下行 | 千葉方向                 |

（來源：JR東日本:車站構內圖 （页面存档备份，存于））

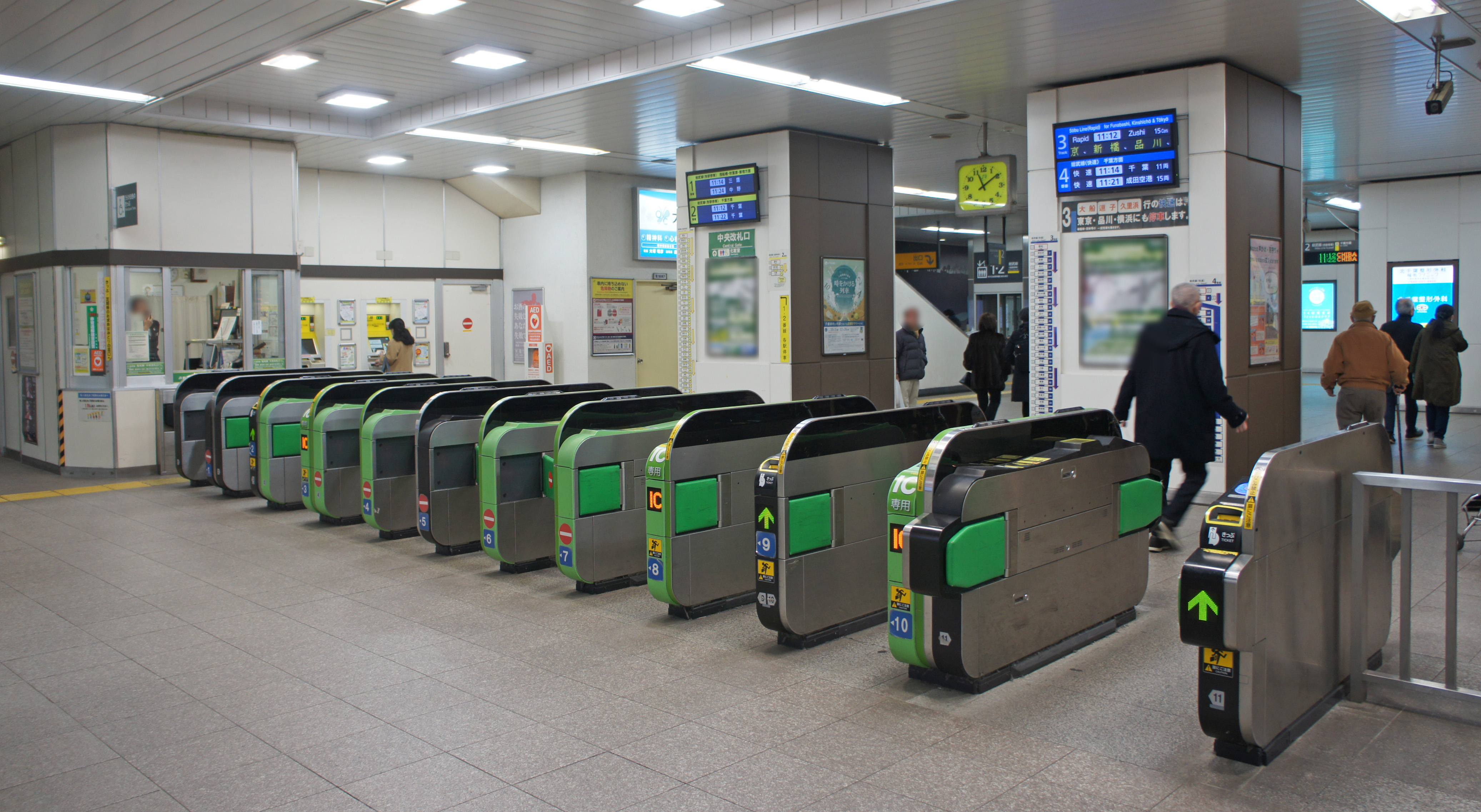
中央閘口（2019年12月）
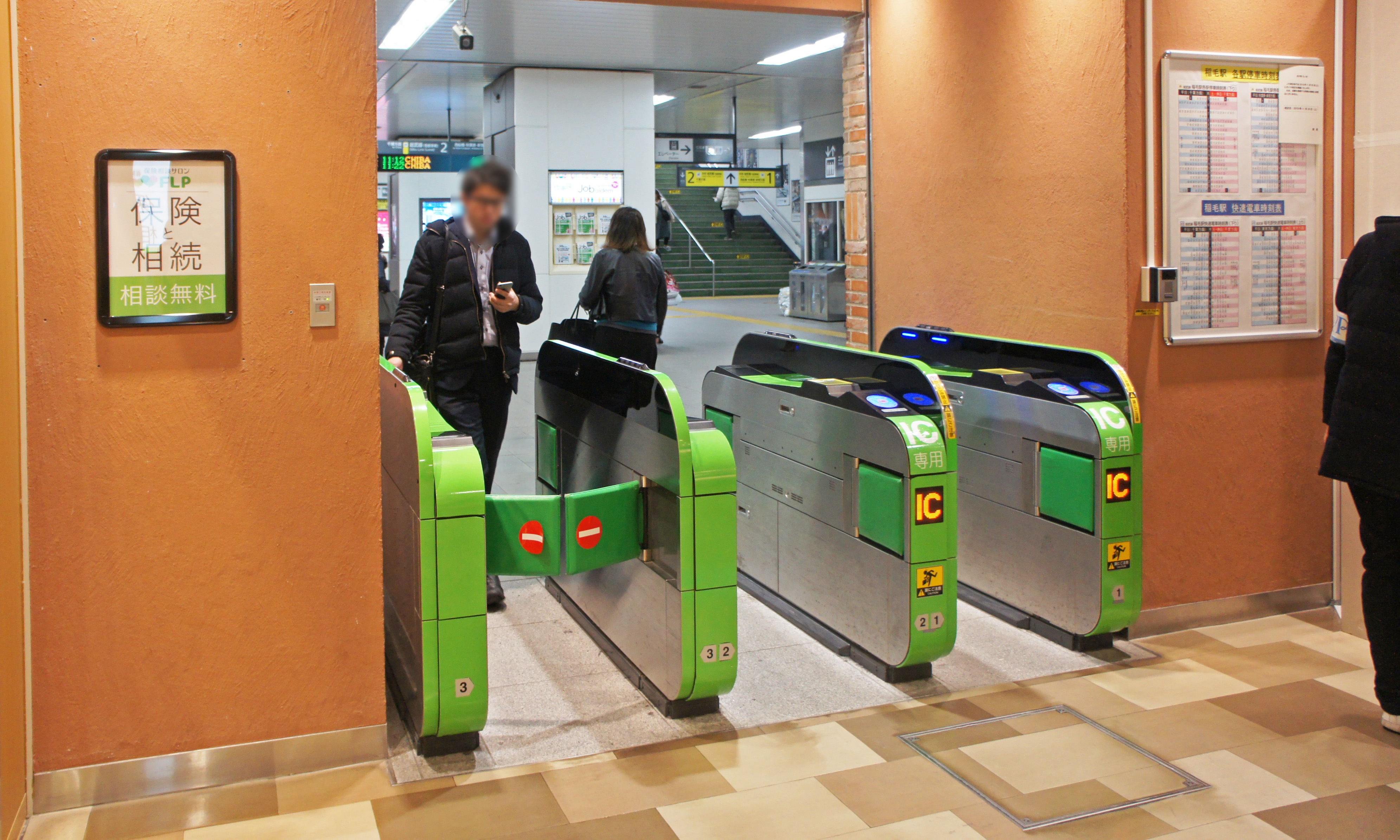
Perie稻毛閘口（2019年12月）
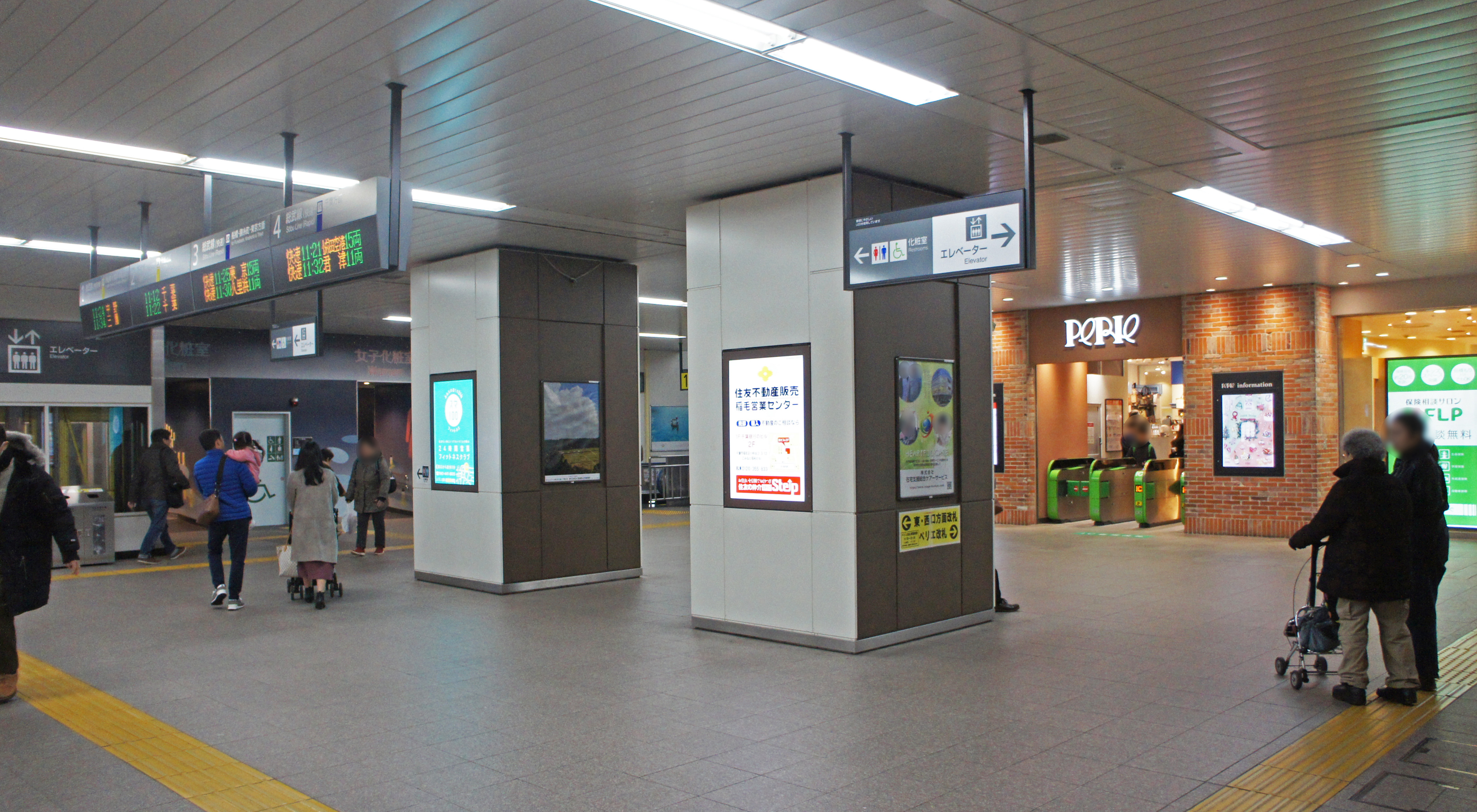
大堂（2019年12月）
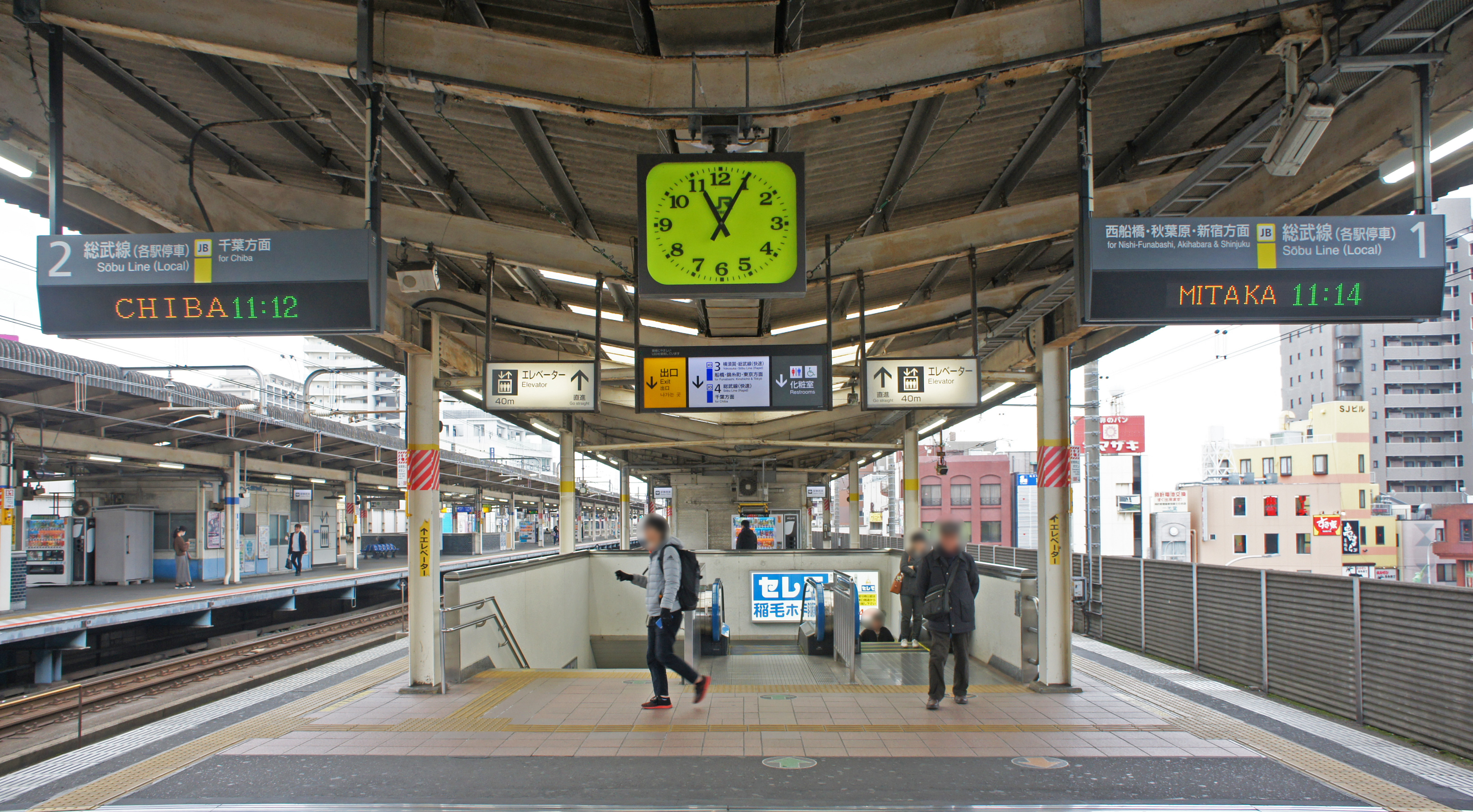
1、2號月台（中央·總武線）（2019年12月）
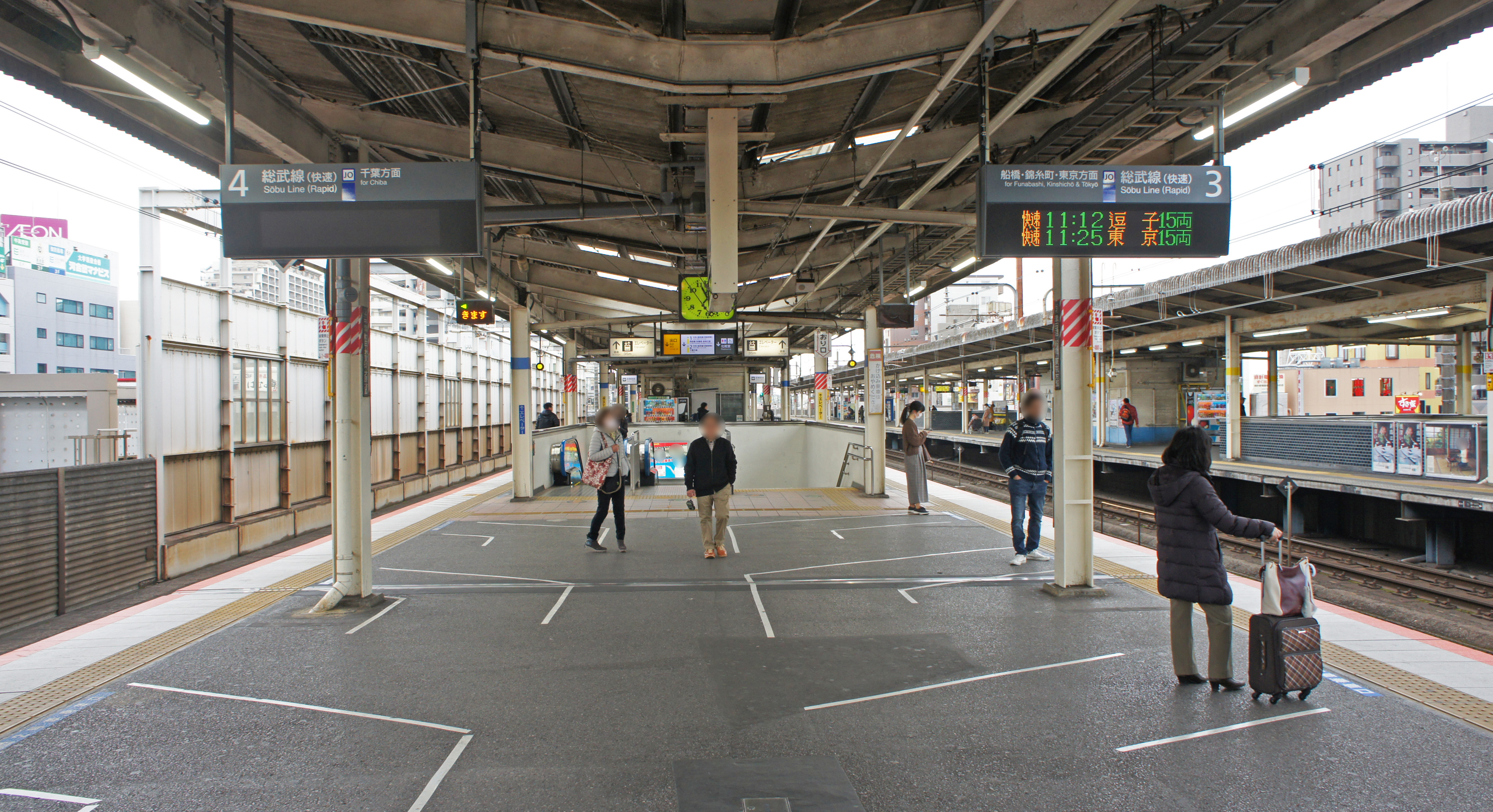
3、4號月台（總武線快速）（2019年12月）

## 利用狀況
2019年（令和元年）度1日平均上車人次為49,966人。JR東日本管內車站排行第95位。
近年1日平均上車人次的推移如下表。
| 年度               | 1日平均 上車人次 | 來源     |
| ------------------ | ---------------- | -------- |
| 1990年（平成02年） | 56,742           | [ * 1 ]  |
| 1991年（平成03年） | 57,272           | [ * 2 ]  |
| 1992年（平成04年） | 57,016           | [ * 3 ]  |
| 1993年（平成05年） | 57,384           | [ * 4 ]  |
| 1994年（平成06年） | 56,399           | [ * 5 ]  |
| 1995年（平成07年） | 55,653           | [ * 6 ]  |
| 1996年（平成08年） | 54,782           | [ * 7 ]  |
| 1997年（平成09年） | 53,053           | [ * 8 ]  |
| 1998年（平成10年） | 52,206           | [ * 9 ]  |
| 1999年（平成11年） | 51,943           | [ * 10 ] |
| 2000年（平成12年） | 51,487           | [ * 11 ] |
| 2001年（平成13年） | 50,940           | [ * 12 ] |
| 2002年（平成14年） | 50,297           | [ * 13 ] |
| 2003年（平成15年） | 50,172           | [ * 14 ] |
| 2004年（平成16年） | 49,613           | [ * 15 ] |
| 2005年（平成17年） | 49,323           | [ * 16 ] |
| 2006年（平成18年） | 49,770           | [ * 17 ] |
| 2007年（平成19年） | 50,096           | [ * 18 ] |
| 2008年（平成20年） | 51,076           | [ * 19 ] |
| 2009年（平成21年） | 50,694           | [ * 20 ] |
| 2010年（平成22年） | 50,276           | [ * 21 ] |
| 2011年（平成23年） | 49,472           | [ * 22 ] |
| 2012年（平成24年） | 49,465           | [ * 23 ] |
| 2013年（平成25年） | 50,138           | [ * 24 ] |
| 2014年（平成26年） | 49,489           | [ * 25 ] |
| 2015年（平成27年） | 50,535           | [ * 26 ] |
| 2016年（平成28年） | 50,514           | [ * 27 ] |
| 2017年（平成29年） | 50,575           | [ * 28 ] |
| 2018年（平成30年） | 50,678           |          |
| 2019年（令和元年） | 49,966           |          |

## 歷史
- 1899年（明治32年）3月13日－以總武鐵道車站的名義開業，兼營客貨運業務。
- 1907年（明治40年）9月1日－政府根據鐵路國有法收購總武鐵道，成為日本國有鐵道車站。
- 1978年（昭和53年）3月31日－停辦貨運業務。
- 1981年（昭和56年）10月1日－經居民請願後，成為總武快速線的車站。
- 1987年（昭和62年）4月1日－國鐵分割民營化，本站由JR東日本接手管理。
- 2001年（平成13年）11月18日－智能卡系統Suica正式投入服務。
- 2006年（平成18年）3月－本站安裝升降機、扶手電梯。

## 相鄰車站
東日本旅客鐵道
 總武線（快速）
- Home Liner千葉停車站

■通勤快速
通過
■快速
津田沼（JO 26）－稻毛（JO 27）－（黑砂信號場）－千葉（JO 28）
 總武線（各站停車）
新檢見川（JB 36）－稻毛（JB 37）－西千葉（JB 38）

## 外部連結
- 車站資訊（稻毛）：東日本旅客鐵道

35°38′14″N 140°5′33″E / 35.63722°N 140.09250°E